# Hoplodrina
Genre
Hoplodrina est un genre de lépidoptères (papillons)de la famille des Noctuidae.

## Espèces rencontrées en Europe
- Hoplodrina ambigua (Denis & Schiffermüller, 1775)
- Hoplodrina blanda (Denis & Schiffermüller, 1775)
- Hoplodrina hesperica Dufay & Boursin, 1960
- Hoplodrina octogenaria (Goeze, 1781)
- Hoplodrina respersa (Denis & Schiffermüller, 1775)
- Hoplodrina superstes (Ochsenheimer, 1816)